# セルゲイ・エフリュスキン
セルゲイ・エフリュスキン（Sergej Evljuskin 、1988年1月4日 - ）は、キルギス・ソビエト社会主義共和国(現・キルギス)アレクセエフカ出身のプロサッカー選手。キルギス代表。レギオナルリーガ・KSVヘッセン・カッセル所属。ポジションは、ディフェンダー。

## 経歴
キルギス人の父とカザフ人の母との間に生まれる。1990年、家族と共にドイツに移住。
2003年、VfLヴォルフスブルクの下部組織に入団。2005年、フリッツ・ヴァルター・メダル初代受賞者の一人に選ばれた。2006年にトップチームに昇格。同年のフリッツ・ヴァルター・メダルU-18部門で金メダルを受賞。しかしながらクラブではリザーブ暮らしが続きトップチームでの出番は全くなかった。
2010年、ハンザ・ロストックに移籍。

## 代表歴
U-16世代からU-20世代までドイツ代表に選出され、UEFA U-19欧州選手権2007等に出場した。
2015年5月、2018 FIFAワールドカップ・予選のバングラデシュ戦とオーストラリア戦を控えるキルギス代表に招集された。